# Ордынский, Борис Иванович
 Борис Иванович Ордынский (22 августа (3 сентября) 1823, Волынская губерния — 30 мая (11 июня) 1861, Москва) — российский филолог-классик; переводчик с греческого.

## Биография
Родился в семье тульского дворянина, военного врача Ивана Михайловича Ордынского.
Учился в Ярославской и Тульской гимназиях; по окончании историко-филологического отделения философского факультета Московского университета в 1845 году был назначен преподавателем греческого языка в Ярославскую гимназию. Не имея в Ярославле возможности продолжать занятий по своей специальности, Б. И. Ордынский хлопотал о переводе и вскоре был перемещён в 3-ю Московскую гимназию, где преподавал, пока не было сокращено число уроков греческого языка — до января 1852 года. Он начал хлопотать о службе при университете и о приобретении учёной степени; при содействии М. П. Погодина, ему удалось устроиться, в декабре 1853 года, при Казанском университете исполняющим должность адъюнкта по латинской словесности; вскоре за диссертацию: «О поэзии Аристотеля» Ордынский был удостоен степени магистра; в марте 1857 года ему было поручено чтение лекций по греческой словесности.
В конце 1860 года Б. И. Ордынский оставил службу в Казанском университете, но уже весной 1861 года был избран советом университета экстраординарным профессором на кафедру римской словесности. Получил приглашение на ту же кафедру и от Харьковского университета, но 30 мая 1861 года скончался.
Журнальную полемику вызвал его перевод «Илиады» (песни I—XII), сделанный прозой, простонародным языком.

## Труды
- Первоначальное руководство к этимологии греческого языка, составленное Б. Ордынским. — М.: Унив. тип., 1853. — 32 с.: черт.
- О поэзии / Соч. Аристотеля; Пер., излож. и объясн. Б. Ордынский. — М.: тип. В. Готье, 1854. — [2], VI, 134, [1] с.
- Адамантий Корай : Просветитель новых греков / Соч. Филеллена [псевд.] — М.: тип. Александра Семена, 1857. — [2], 64 с.
- Сличение грамматики простонародного новогреческого языка с грамматикой языка древнегреческого. — Казань: тип. Ун-та, 1858. — 136 с., 4 л. табл.